# Hyperion (tytan)
Hyperion (stgr. Ὑπερίων Hyperíōn, łac. Hyperion) – w mitologii greckiej jeden z tytanów; bóg obserwacji i niebios.
Uchodził za syna Gai (Ziemi) i Uranosa (Nieba). Ze swą siostrą Teją spłodził Heliosa (Słońce), Selene (Księżyc) i Eos (Świt). Symbolizował jeden z czterech filarów podtrzymujących wszechświat – wschodni.
Imieniem tytana nazwano jeden z księżyców Saturna – Hyperion.